# Eglgraben
Der Eglgraben ist ein etwa 0,8 km langer rechter Arm der Schwarzach. Er verläuft zwischen dem Fluss im Osten und der ihm parallel am rechten Hangfuß folgenden Autobahn A 9 von wenig unterhalb des rechtsseits der Flusses liegenden Siedlungsplatzes Weiler des Gredinger Pfarrdorfes Untermässing bis etwas vor der Zinkelmühle von Thalmässing, wo er zurückmündet.